# Шильдер, Андрей Николаевич
Андрей Николаевич Шильдер (1861—1919) — русский живописец-пейзажист, академик Императорской Академии художеств. Писал также театральные декорации.

## Биография
Родился в семье художника Н. Г. Шильдера.
Специального художественного образования не имел — учился у И. И. Шишкина, посещая его мастерскую. В 1879 году ездил с ним в Крым, в 1893 году — в Беловежскую пущу.
На передвижных выставках участвовал с 1884 по 1918 годы, член Товарищества с 1891 года.
Начиная с 1885 года Шильдер много работал в иллюстрированных журналах: «Север», «Живописное обозрение», «Всемирная иллюстрация», «Ласточка», «Новь» и «Артист».
В 1903 году Шильдер стал академиком пейзажной живописи. Особую известность ему принесла большая панорама заводов Нобеля — «Город», которую художник написал к Нижегородской всероссийской выставке 1896 года.
Работы А. Н. Шильдера представлены во многих областных художественных музеях и галереях: в Третьяковской галерее, Русском музее, Владимиро-Суздальском художественном музее-заповеднике, Ставропольском краевом музее изобразительных искусств.
А. Н. Шильдер также был прекрасный шахматист.
Как сообщал Я. Минченков, Андрей в юности по неосторожности застрелил на охоте своего родного брата.
Умер и похоронен в Петрограде.

## Награды
- В 1880 году получил Первую премию Общества поощрения художеств за картину «Туман в горах».
- В 1883 году — малую поощрительную медаль Академии художеств.
- В 1900 году написал по заказу Российско-Американской резиновой мануфактуры полукруглую панораму «Сбор каучука на р. Амазонке». На Всемирной выставке в Париже эта панорама и несколько выставленных художником картин получили золотую медаль и диплом.

## Семья
Жена Матрона Викторовна родила дочь и сына Петра.

## Галерея

Пейзажи А. Н. Шильдера
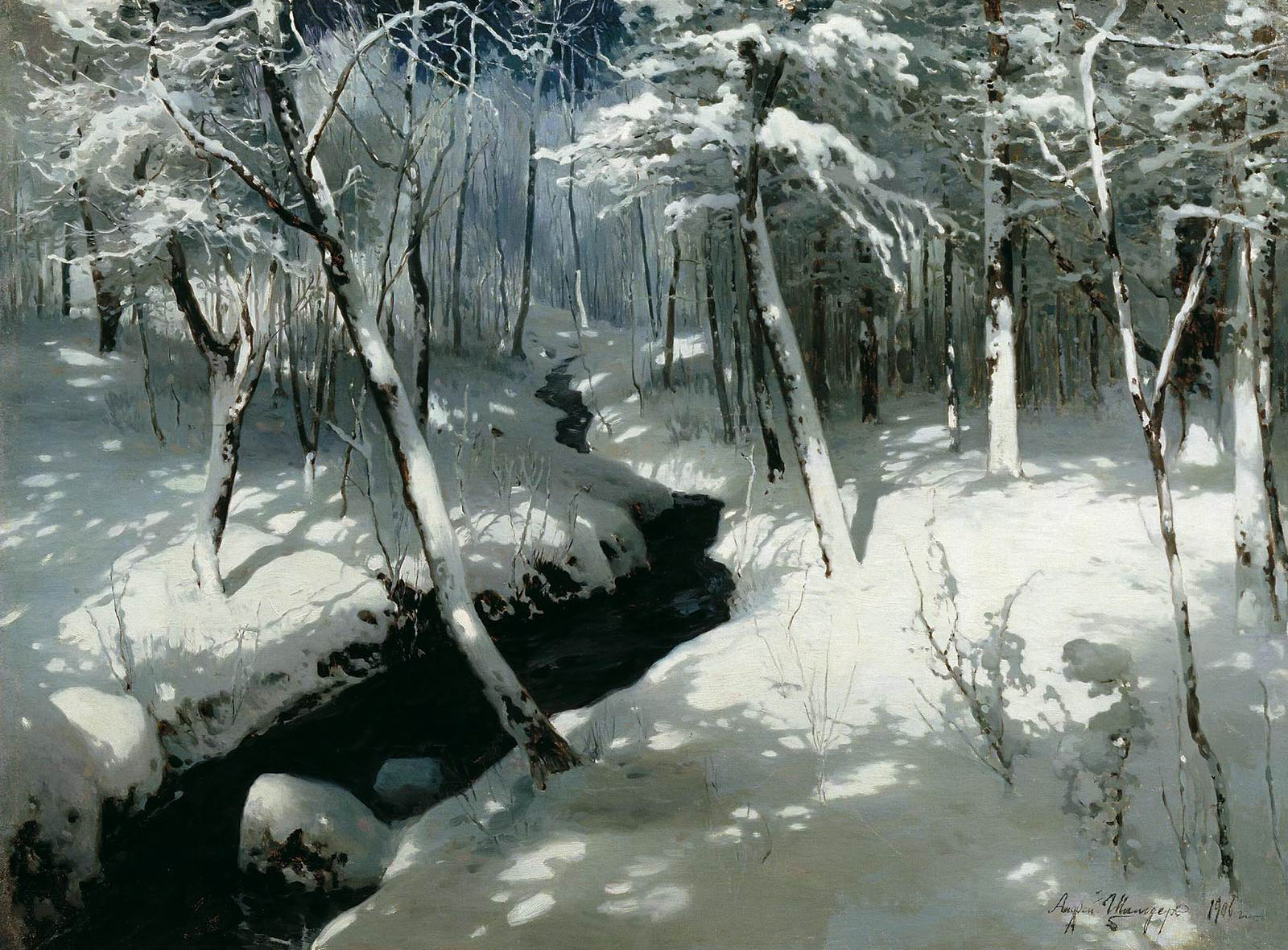
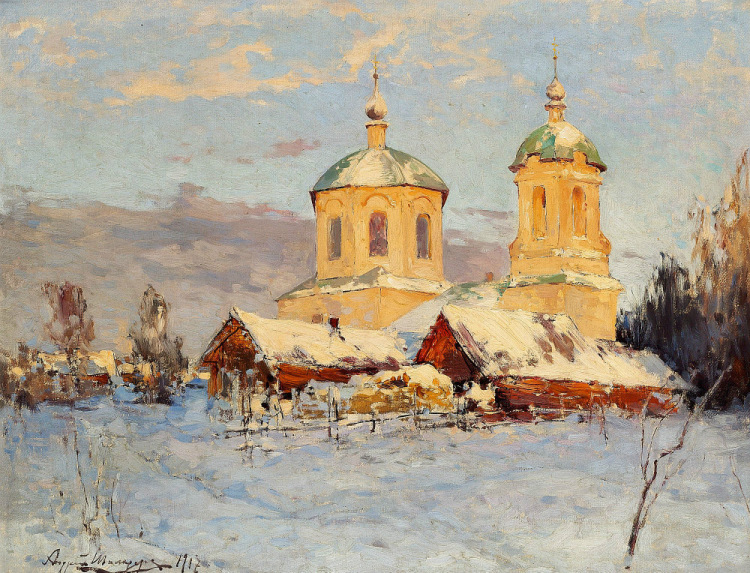
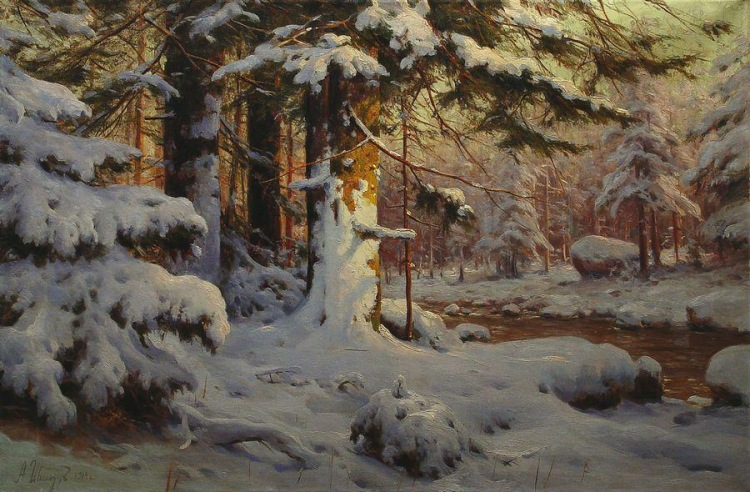
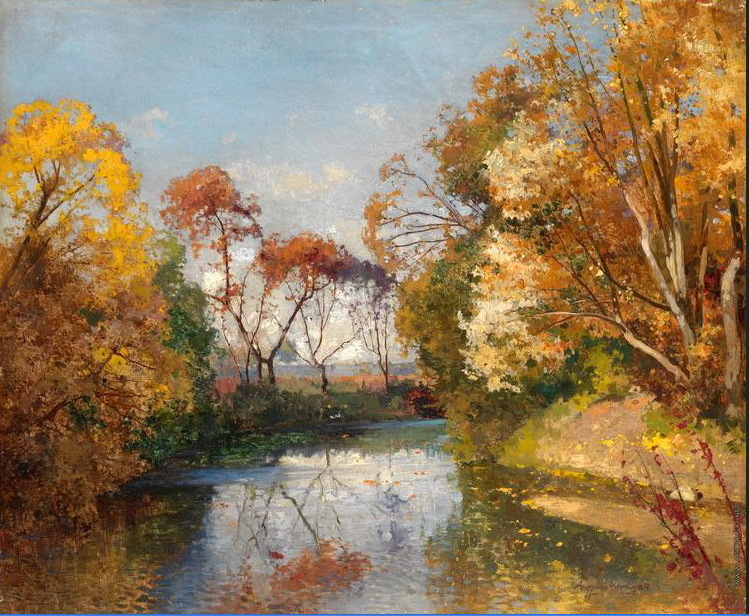
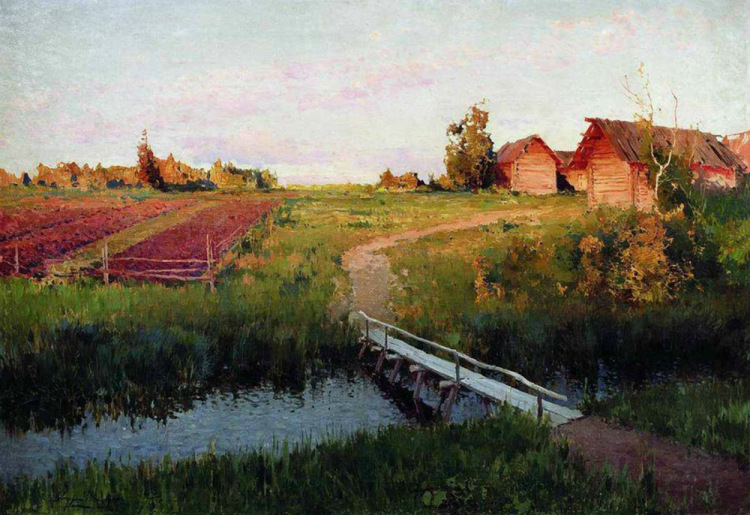
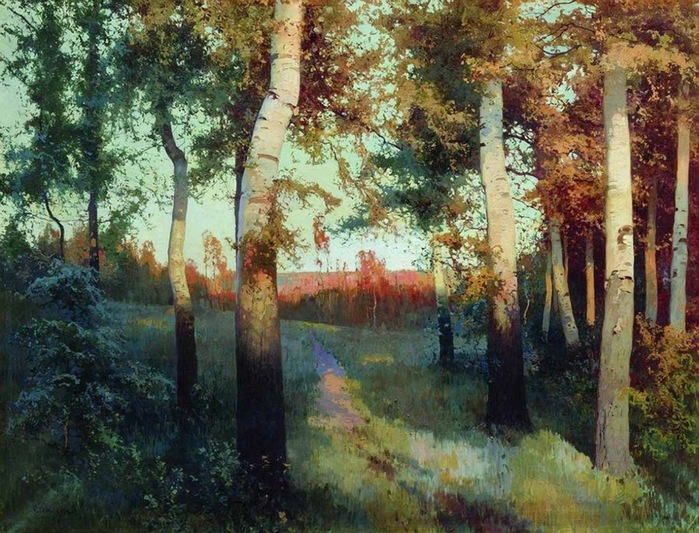
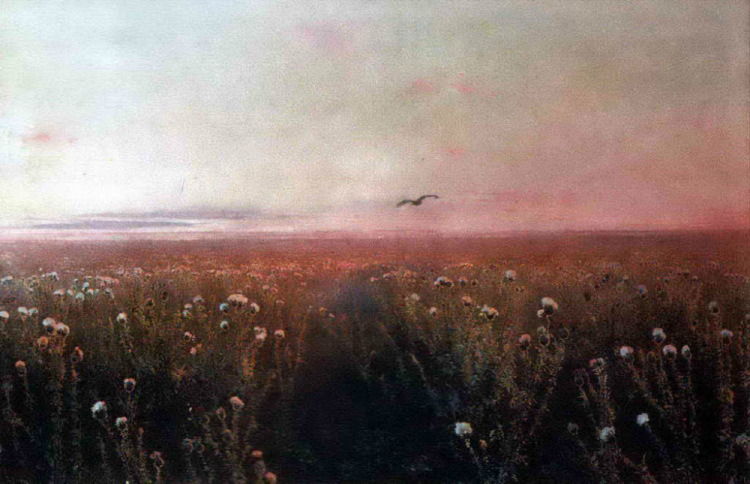
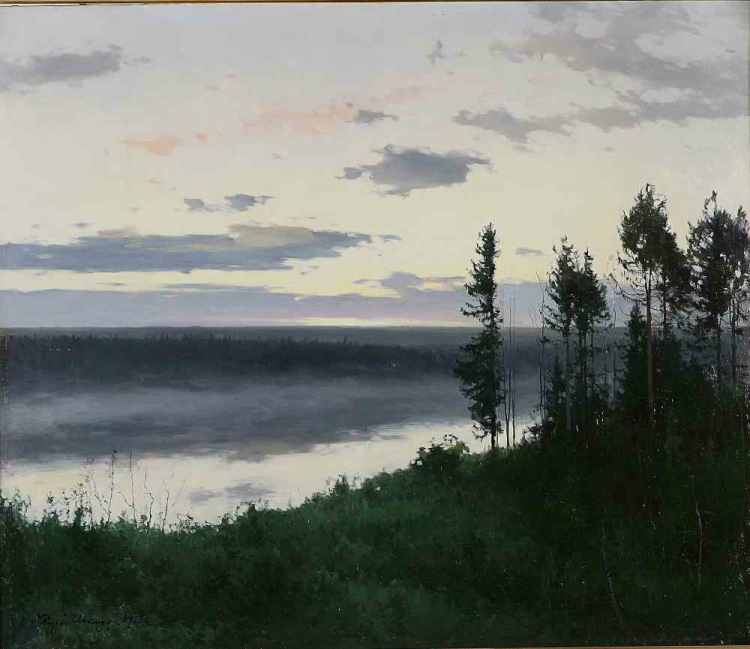
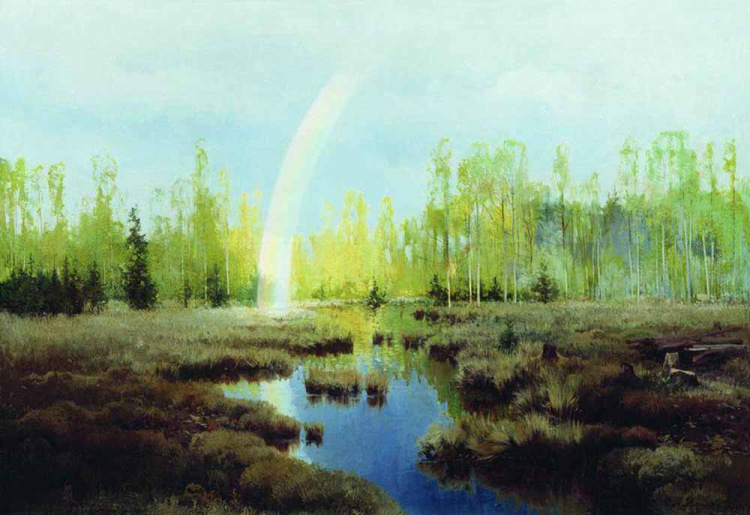